# 圣菲尔贝叙布瓦塞
圣菲尔贝叙布瓦塞（法語：Saint-Philbert-sur-Boissey，法語發音：[sɛ̃ filbɛʁ syʁ bwasɛ]）是法国厄尔省的一个市镇，属于贝尔奈区。

## 地名
地名Saint-Philbert-sur-Boissey中的“sur”表示名为圣菲尔贝（Saint-Philbert）的该地与布瓦塞（Boissey）的位置关系，并以“布瓦塞附近圣菲尔贝”之名区分其他的“圣菲尔贝”，而非表示通常的“在……河畔”之意，事实上也并无“布瓦塞河”存在。

## 地理
圣菲尔贝叙布瓦塞（49°15'17"N, 0°47'3"E）面积3.03 平方千米，位于法国诺曼底大区厄尔省，该省份为法国北部内陆省份，北起滨海塞纳省，西接奧恩省和卡爾瓦多斯省，南至厄尔-卢瓦省，东临瓦兹省、瓦兹河谷省和伊夫林省。
与圣菲尔贝叙布瓦塞接壤的市镇（或旧市镇、城区）包括：布瓦塞勒沙泰勒、博讷维尔-阿普托、圣埃卢瓦德富尔克、圣但尼德蒙、泰努维尔。
圣菲尔贝叙布瓦塞的时区为UTC+01:00、UTC+02:00（夏令时）。

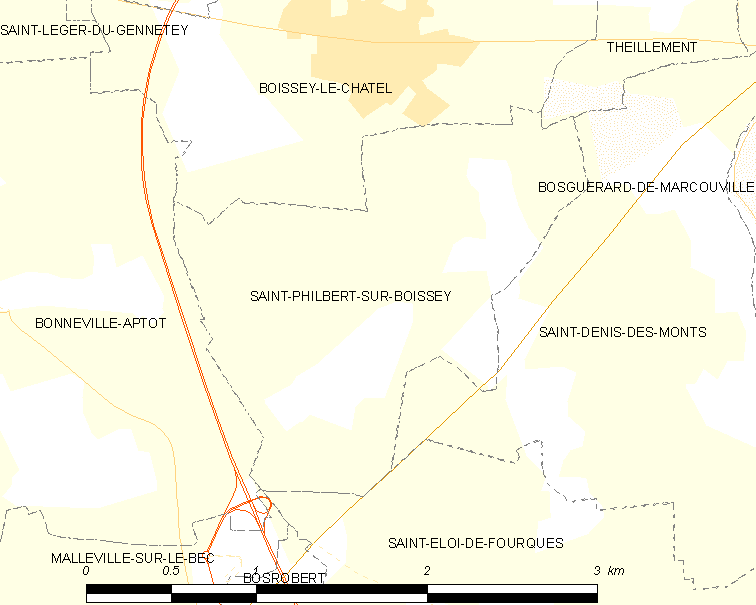
圣菲尔贝叙布瓦塞的OSM定位图

## 行政
圣菲尔贝叙布瓦塞的邮政编码为27520，INSEE市镇编码为27586。

## 政治
圣菲尔贝叙布瓦塞所属的省级选区为大布特鲁尔德县。

## 人口

1962-2008年间圣菲尔贝叙布瓦塞人口变化图示

圣菲尔贝叙布瓦塞于2022年1月1日时的人口数量为172人。